# Kamendaka izzardi
Kamendaka izzardi är en insektsart som beskrevs av Synave 1973. Kamendaka izzardi ingår i släktet Kamendaka och familjen Derbidae. Inga underarter finns listade i Catalogue of Life.